# ナザルバエフ大学
ナザルバエフ大学（英語: Nazarbayev University、公用語表記: Назарбаев Университеті）は、アスタナに本部を置くカザフスタンの公立大学。2010年創立、2010年大学設置。

## 概略
2009年10月に2010年〜2012年の大学の発展のための戦略が承認され、新アスタナ大学での最初の会合で、カリム・マシモフ首相が議長を務めた。
2010年6月に政府令によりナザルバエフ大学へ改称。2014年9月には医学部を創設、2015年8月に開講した。

## 学部
- 新入生プログラム（Nazarbayev University First Year Program ）

- 工学部（School of Engineering）
  - 機械工学科（Mechanical Engineering）
  - 化学工学科（Chemical Engineering）
  - 電子工学科（Electrical and Electronic Engineering）
  - 土木工学科（Civil Engineering）

- 理学部（School of Science and Technologies）
  - 化学科（Chemistry）
  - 物理学科（Physics）
  - 生物学科（Biological Sciences）
  - 数学科（Mathematics）
  - コンピュータ科学科（Computer Science）
  - メカトロニクス学科（Robotics and Mechatronics）

- 人文社会科学部（School of Humanities and Social Sciences）
  - 経済学科（Economics）
  - 政治・国際関係学科（Political Science & International Relations）
  - 社会学科（Sociology）
  - 人類学科（Anthropology）
  - 歴史学科（History）
  - 国際・文学科（World Languages and Literature）

## 大学院
- 教育学研究科（Graduate School of Education）
- 公共政策学研究科（Graduate School of Public Policy）
- 経済学研究科（Graduate School of Business）
- 工学研究科（School of Engineering）
- 科学技術学研究科（School of Science and Technologies）
- 人文社会科学研究科（School of Humanities and Social Sciences）
- 医学研究科（School of Medicine）
  - 医学（博士課程）（Doctor of Medicine (MD)）
  - 看護学専門職開発プログラム（Nursing Professional Development Program (PDP)）
  - 公衆衛生学（修士課程）（Master of Public Health）

## 専門職開発短期プログラム（Professional development short-time programs）
- 中高度管理者向け社会人教育プログラム（Executive Education programs for top and mid-level managers）
- カザフスタン国大学高等教育向け専門職開発プログラム（Professional Development Program for Higher Education Leaders of the universities in Kazakhstan）
- 高度公共部門向け専門職開発プログラム（Professional Development Program for public sector professionals）

## 研究所
- アスタナ国立図書館（National Laboratory Astana (NLA)）
- ナザルバエフ大学リサーチ＆イノベーション・システム（Nazarbayev University Research and Innovation System (NURIS)）

## 日本との協定校
- 筑波大学[1]

## 記念講演等
- 2013年9月 - カザフスタンを訪問した習近平中国国家主席は、ナザルバエフ大学で「シルクロード経済ベルト」に関する講演を行った。この講演は一帯一路の構想を中国国外に示した最初の機会となった[2]。
- 2015年10月27日 - カザフスタンを訪問した安倍晋三日本国首相が、ナザルバエフ大学で政策スピーチを行った[3]。